# Mōri Motonari
Mōri Motonari (毛利 元就?   16 de abril de 1497 – 6 de julio de 1571) fue un destacado daimyō (señor feudal) de la región occidental de Chūgoku de Japón durante el periodo Sengoku del siglo XVI. El clan Mōri afirmaba descender de Ōe no Hiromoto (大江広元), un consejero de Minamoto no Yoritomo. Motonari era llamado el "Príncipe Mendigo". Fue conocido como un gran estratega que comenzó como un pequeño señor de la guerra local (jizamurai) de la provincia de Aki y extendió el poder de su clan a casi toda la región de Chūgoku a través de la guerra, el matrimonio, la adopción y el asesinato.
Motonari, ubicado entre los poderosos clanes Amago y Ōuchi, dirigió a su clan equilibrando cuidadosamente las acciones y la diplomacia. Finalmente, Motonari logró derrotar a ambos y controló toda la región de Chūgoku. En sus últimos años, aplastó al clan Ōtomo de la provincia de Bungo en Kyūshū. Motonari gobernó desde el castillo Yoshida-Kōriyama, el bastión principal del clan desde principios del siglo XIV. Sus descendientes se convirtieron en señores del dominio de Chōshū.

## Primeros años
Mōri Motonari nació el 16 de abril de 1497, bajo el nombre de infancia Shōjumaru (松寿丸) en un pequeño dominio de la provincia de Aki. Fue el segundo hijo de su padre, Mōri Hiromoto. Su madre era hija de Fukubara Hirotoshi (福原広俊), pero se desconoce su nombre. Se dice que su lugar de nacimiento fue el castillo de Suzuo (鈴尾城), la base del clan Fukubara y el hogar de su madre. Hoy en día, hay monumentos de piedra en las ruinas del castillo de Suzuo para conmemorar el lugar de nacimiento de Motonari en el castillo.
En 1500, su padre se vio involucrado en una disputa de poder con el shogunato Ashikaga y el clan Ōuchi y decidió retirarse. Entregó la posición de líder del clan a su hijo mayor, Mōri Okimoto, y se mudó al castillo Tajihi-Sarugake (多治比猿掛城) con su hijo Shōjumaru. Okimoto luego tomó el castillo Yoshida-Kōriyama, la principal fortaleza del clan.
La historia recuerda al joven Mōri Shōjumaru como un temerario intrépido. Se dice que escapó por la noche con otros niños del castillo de su padre y se encontró con el señor Amago Tsunehisa y sus tropas. Shōjumaru pensó que eran los fantasmas del clan Heike samuráis, y por eso trató de hacerse famoso con una caza de fantasmas, una práctica favorecida para la educación de los jóvenes de las familias Buke. Y así, Shōjumaru se presentó abiertamente para desafiar al guerrero montado que le parecía el general de las tropas. Era Tsunehisa. Los otros niños temblaban de miedo, pero Shōjumaru no. El joven señor disparó una flecha al veterano señor. Tsunehisa la atrapó rápidamente con su mano desnuda. Impresionado por la valentía de su joven oponente, Tsunehisa perdonó a los niños, esperando luchar contra un Motonari adulto.

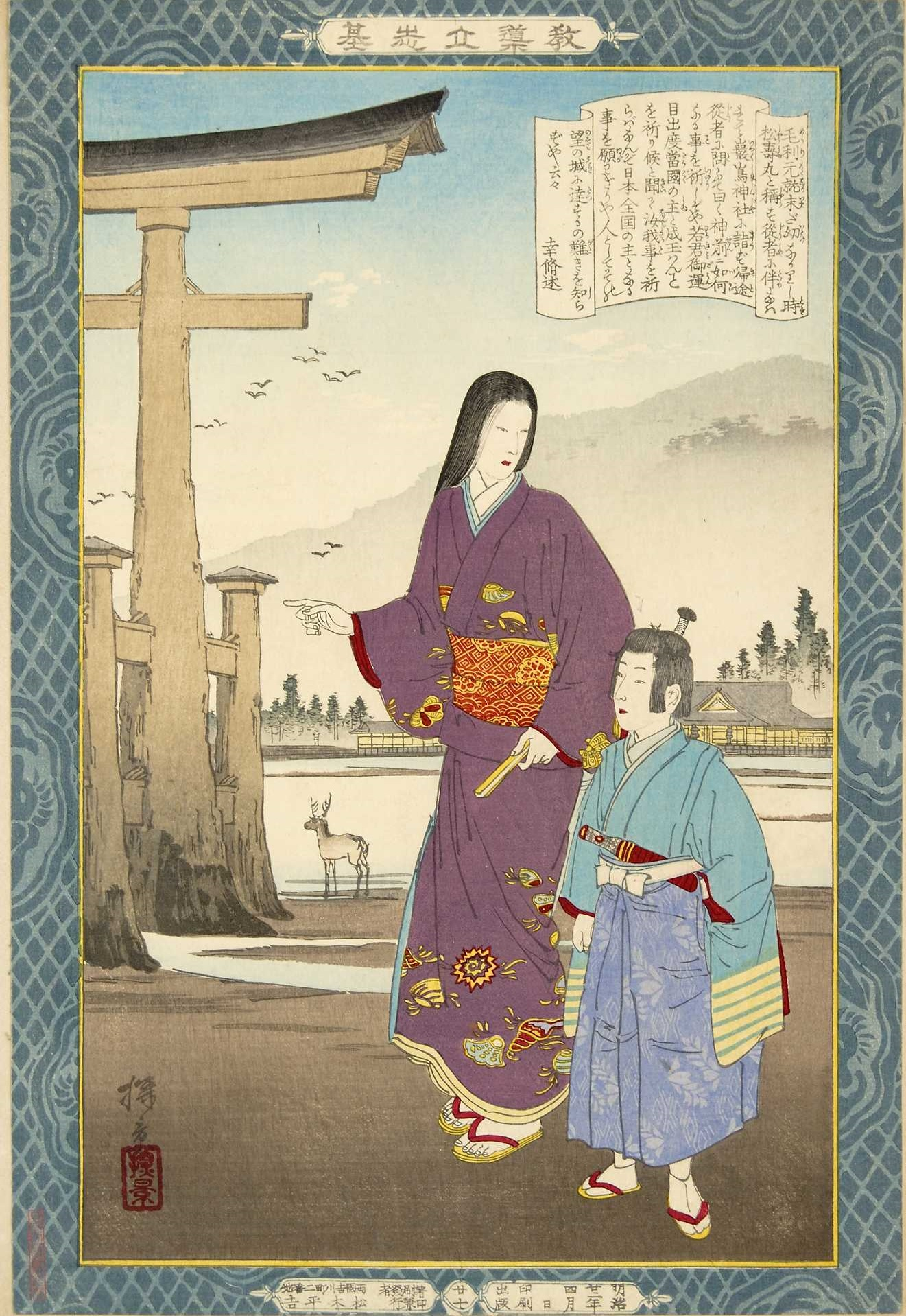
Mōri Shōjumaru

Al año siguiente, en 1501, su madre murió y en 1506 su padre murió debido a una intoxicación alcohólica. Shōjumaru se quedó en el castillo de Tajihi-Sarugake, pero su vasallo Inoue Motomori (井上元盛) comenzó a malversar tierras y fue expulsado del castillo. Como ahora estaba empobrecido y provenía de una familia poderosa, la gente común lo llamaba el "príncipe mendigo" (乞食若殿). El joven Shōjumaru fue criado por una madre adoptiva, Sugi no Ōkata (杉大方), que ejerció una gran influencia sobre él; se hicieron muy amigos. Ella le inculcó el hábito de mirar al sol y decir una oración budista todas las mañanas.
En 1511, Shōjumaru se convirtió oficialmente en adulto y celebró su ceremonia de genpuku. Recibió el nombre de Mōri Motonari (毛利元就).

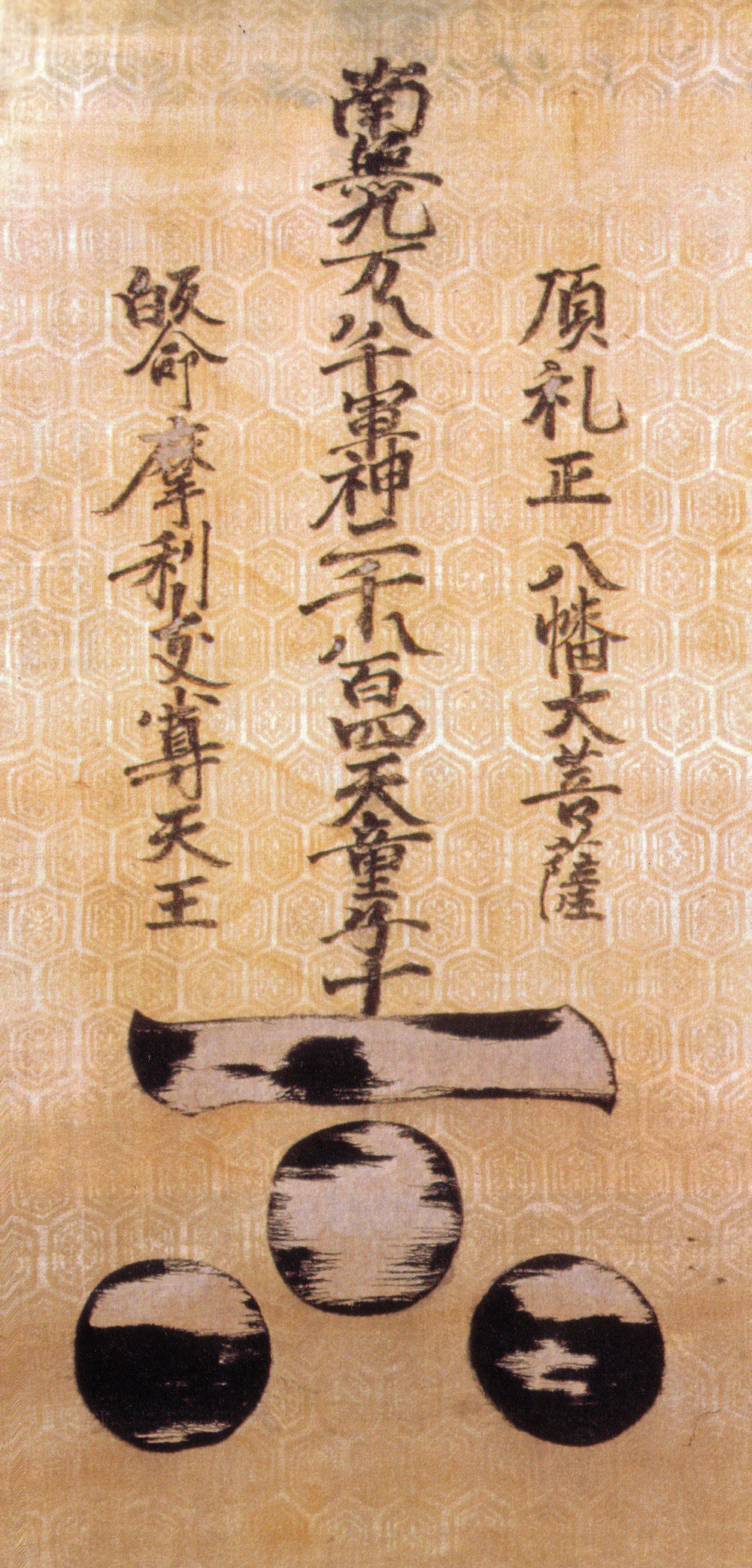
Estandarte de batalla de Mōri Motonari, que se encuentra en el Museo Mōri (毛利博物館蔵)

En 1516, su hermano Okimoto murió repentinamente como su padre debido a una intoxicación etílica. El hijo pequeño de Okimoto, Kōmatsumaru (幸松丸) sucedió como jefe del clan y Motonari se convirtió en su regente.
Después de las muertes repentinas de su padre y su hermano, el clan Mōri quedó débil y vulnerable. El señor más poderoso de la región, Takeda Motoshige (武田元繁) del Castillo Satoukanayama (佐東銀山城), aprovechó la situación y reunió un ejército de 5000 hombres y en octubre de 1517 avanzó hacia el territorio de los aliados del clan Kikkawa de Mōri que rodeaban el Castillo Arita (有田城). Unas semanas después, Motoshige envió una incursión al territorio del clan Mōri y prendió fuego a las casas de Tajihi (多治比). Motonari fue en lugar de su sobrino Kōmatsumaru para liberar el Castillo Arita del avance de las fuerzas de Takeda. Esta fue la primera batalla de Motonari que decidiría el destino del clan Mōri y sería conocida como la Batalla de Arita-Nakaide.

### Servicio bajo el clan Amago
En 1518 Amago Tsunehisa realizó una serie de incursiones en las tierras del clan Ōuchi, retrocediendo con el regreso de Ōuchi Yoshioki de Kioto. En 1521 se firmó un tratado de paz formal entre los dos clanes, pero duró solo un año. También en algún momento alrededor de 1522, Motonari se casó con la hija de Kikkawa Kunitsune (吉川国経), el señor del castillo de Ogurayama; Este matrimonio no solo aseguraría la amistad del clan Kikkawa, sino que con el tiempo produciría tres buenos hijos. Esta fue una alianza importante ya que los Kikkawa eran poderosos en la provincia de Aki y su tierra estaba directamente al norte de Yoshida, el corazón de Mōri en la frontera con la provincia de Iwami. Motonari ya había extendido su influencia hacia el norte, en dirección a la mina de plata de Iwami Ginzan, rica en plata, y hacia el sur, hacia el mar interior de Seto.
En 1522, Tsunehisa marchó sobre la provincia de Aki, obligando a Motonari, cuyas tierras se encontraban directamente en el camino de Amago, a someterse. Motonari fue enviado inmediatamente contra el castillo de Kagamiyama (鏡山城) mientras que el propio Tsunehisa atacó el castillo de Kanayama (金山城). Tsunehisa no hizo ningún progreso contra Kanayama y se retiró, pero Motonari finalmente tuvo éxito en la Batalla del Castillo de Kagamiyama (鏡山城の戦) en 1523. Motonari tuvo problemas para tomar el castillo porque el señor del Castillo de Kagamiyama, Kurata Fusanobu (蔵田房信), opuso una fuerte resistencia, por lo que Motonari persuadió a su tío Kurata Naonobu (蔵田直信) para que traicionara al castillo. Después de la batalla, Motonari intentó salvar a Naonobu, pero Amago Tsunehisa lo ejecutó por su acto vergonzoso y desleal. Es posible que Tsunehisa se diera cuenta del talento de Motonari y se mostrara cauteloso ante su expansión, ya que a partir de entonces se crearía una grieta entre Tsunehisa y Motonari.

## Amanecer del clan Mōri

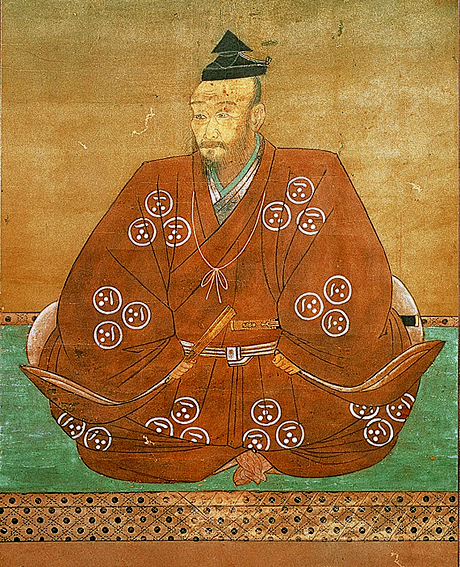
Retrato completo de Motonari

### Liderazgo del clan Mōri
En julio de 1523, el sobrino de Motonari, Kōmatsumaru, el jefe titular del clan, murió repentinamente a la edad de nueve años. Los vasallos mayores de Mōri se reunieron y decidieron ofrecer el liderazgo a Motonari y el 10 de agosto entró en el Castillo Yoshida-Kōriyama como su nuevo señor. Sin embargo, algunos de los vasallos mayores disintieron de la decisión y en 1524 cualquier sensación de seguridad se rompió cuando Mōri sufrió la deserción de su vasallo Katsura Hirozumi (桂広澄), y se vio obligado a derrotar al traidor en una batalla abierta no lejos del Castillo Yoshida-Kōriyama. También en 1524, Motonari se enteró de una conspiración dirigida por un vasallo, Sakagami Sosuke, para asesinarlo y elevar a su medio hermano Aiō Mototsuna al liderazgo. La rebelión fue aplastada en el castillo de Funayama en abril.

### Servicio bajo el clan Ōuchi
Junto con los problemas familiares relacionados con la sucesión, Motonari y Amago Tsunehisa gradualmente se volvieron hostiles entre sí. En marzo de 1525, Motonari y varios otros señores locales decidieron cambiar su lealtad a Ōuchi Yoshioki. En junio, Yoshioki envió su ejército al castillo de Kagamiyama y se lo arrebató al clan Amago. Considerando las débiles defensas de Kagamiyama en una colina baja, Yoshioki construyó un nuevo castillo llamado Castillo Tsuchiyama en el borde occidental de la cuenca de Saijo en una montaña alta y demolió Kagamiyama.
En 1529 Yoshioki murió y fue sucedido por su hijo Ōuchi Yoshitaka. Amago Tsunehisa comenzó a negociar con Takahashi Okimitsu (高橋興光), un pariente materno del difunto Mōri Kōmatsumaru que había planeado anteriormente colocar al hermano de Motonari, Aiō Mototsuna, como jefe del clan Mōri. Motonari actuó rápidamente y aplastó al clan Takahashi, tomando su vasto territorio desde la provincia de Aki hasta la provincia de Iwami. Sin embargo, pagó un alto precio por la conquista, porque la hija mayor de Motonari había sido rehén política del clan Takahashi y fue asesinada por ellos en venganza.
En 1532 estalló una rebelión contra el clan Ōuchi; En respuesta, treinta y dos vasallos presentaron a Motonari un juramento en el que pedían una garantía de que no les exigiría que renunciaran a su condición de pequeños señores, a cambio de lo cual prometían emprender conjuntamente la reparación de los muros y las acequias de irrigación y la disciplina de los vasallos traidores.
El 25 de septiembre de 1533, a Motonari se le concedió el rango de la corte imperial de Quinto Menor, Grado Inferior, en recuerdo del título de su antepasado Ōe no Hiromoto. Ōuchi Yoshitaka aprobó esto y pagó el estipendio por el puesto. Aunque este puesto en la corte se había convertido en una simple sinecura, Motonari demostró a los demás señores de la provincia de Aki que contaba con el respaldo tanto de la corte imperial como del clan Ōuchi.

### Consolidación de las posesiones de Mōri
En 1534, Motonari comenzó a consolidar las posesiones de Mōri en Aki, reuniendo aliados locales, entre los que se encontraban los Shishido, Kumagai y Amano. También casó a una de sus hijas con Shishido Takaie (宍戸隆家).
En 1535, el castillo de Tagayama (多賀山城) se rindió a Motonari. Durante los siguientes doce meses, Motonari derrotó a los clanes Miya y Tagayama. Motonari también estableció vínculos con sus antiguos enemigos, el clan Aki-Takeda y el clan Kumagai, creando una sólida red de poder. A finales de la década, las familias Ōuchi y Amago comenzaron a ver a los Mōri con un nuevo respeto y sospecha. Los Amago claramente no tendrían ninguna fe en Motonari, ya que los había traicionado y derrotado a sus aliados. Los Ōuchi también estaban empezando a sospechar del creciente poder de los Mōri, por lo que en 1537, el hijo mayor de Motonari Mōri Takamoto fue entregado como rehén político al clan Ōuchi para fortalecer su relación. Se quedaría hasta 1540.
En 1539, Ōuchi Yoshitaka luchó contra el clan Ōtomo y el clan Shōni del norte de Kyūshū, derrotando al clan Shōni para ganar el control del área. Ese mismo año, el castillo Sato-Kanayama (佐東銀山城), propiedad del clan Takeda del lado Amago, cayó en manos del clan Ōuchi a pesar de los refuerzos del clan Amago. El jefe de la familia, Takeda Nobuzane (武田信実), escapó a Wakasa (若狭), donde los Takeda tenían una rama familiar y más tarde se refugió con el clan Amago.

### El asedio de Kōriyama
Amago Tsunehisa se había retirado nominalmente y había entregado el liderazgo del clan a su nieto, Haruhisa (también conocido como Akihisa). Amago Haruhisa concibió un plan para destruir a Mōri Motonari y poner la provincia de Aki bajo el dominio de los Amago. Cuando se convocó un consejo de los vasallos de los Amago para discutir la campaña planeada, casi todos se manifestaron a favor del ataque. Amago Hisayuki, sin embargo, consideró que los riesgos eran demasiado grandes y se manifestó en contra, pero Amago Tsunehisa lo ridiculizó como un cobarde y lo humilló públicamente. Amago Hisayuki recibió la misión de hostigar al aliado de Mōri, el clan Shishido en Aki, como parte de una operación inicial y concurrente de la campaña más grande de Amago en Aki. Amago Haruhisa, con 30.000 hombres, atacó la base principal de Motonari, el castillo Yoshida-Kōriyama, que estaba defendido por 8.000 hombres.
La fase inicial de la campaña comenzó en junio de 1540. Amago Hisayuki, su hijo Amago Masahisa y su sobrino Kunihisa lideraron sus tropas para atacar el dominio del aliado de Motonari, el clan Shishido. Esta incursión tuvo poco efecto, salvo privar a Haruhisa de algunos de sus generales y soldados más capaces para el ataque al castillo de Yoshida-Kōriyama.
En agosto, Amago Haruhisa reunió una fuerza de 30.000 hombres y partió de la provincia de Izumo, acercándose al castillo de Yoshida-Kōriyama de Motonari y estableciendo un cuartel general cerca. Mientras tanto, Motonari había evacuado a más de 5.000 ciudadanos de Yoshida dentro de los muros del Castillo Yoshida-Kōriyama, que estaba defendido por unos 3.000 soldados. Para entonces, se habían enviado solicitudes urgentes de ayuda a los Ōuchi en la provincia de Suo. Dos días después de llegar, los Amago lanzaron un ataque al Castillo Yoshida-Kōriyama, que continuó durante varios meses.
El ejército de socorro de Ōuchi, compuesto por 10.000 hombres dirigidos por Sue Takafusa, finalmente partió de la provincia de Suō en noviembre, deteniéndose en Miyajima para ofrecer oraciones por la victoria en el santuario Itskushima antes de desembarcar en Aki y marchar hacia el castillo de Yoshida-Kōriyama. Llegaron a las afueras del castillo de Yoshida-Kōriyama en diciembre de 1540, cuatro meses después de que comenzara el asedio. Se produjeron una serie de escaramuzas entre los ejércitos opuestos hasta el mes siguiente (enero de 1541), que fueron en gran medida en detrimento de los amago. Motonari defendió con éxito su castillo de un ataque de Amago Haruhisa en el Asedio de Koriyama de 1540-41.: 209 
Mientras tanto, llegó la otra fuerza Amago bajo el mando de Amago Hisayuki que había sido enviada para amenazar a Shishido. Su cuartel general en Tenjinyama (天神山) fue atacado por los Mōri y Ōuchi. En la acción subsiguiente, Amago Hisayuki fue asesinado por una flecha y los Amago sufrieron grandes pérdidas. A raíz de esta lucha, los sirvientes de Amago, notando la disminución de los suministros del ejército y la baja moral, decidieron retirarse. Los Mōri y Ōuchi los persiguieron debidamente, pero se vieron obstaculizados por la nieve.
El mismo año (1540), atacaron al sirviente Amago Takeda Nobuzane (武田信実) que se había estado escondiendo con el clan Amago en el castillo Sato-Ginzan. Nobuzane huyó a la provincia de Izumo y el clan Aki-Takeda fue completamente aniquilado. Además, Motonari se hizo cargo de Kawachi Keigoshu (川内警固衆), una organización pirata propiedad del clan Aki-Takeda, que se convertiría en una gran parte de la armada Mōri más tarde.

### Primer asedio al castillo de Toda
De 1542 a 1543, Motonari siguió a Ōuchi Yoshitaka en el Primer Asedio al castillo de Toda. En esta batalla penetraron profundamente en el territorio del clan Amago, pero su línea de suministro se rompió y Kikkawa Okitsune (吉川興経) los traicionó. Motonari rodeó el castillo de Gassantoda (富田城), pero las tropas de Ōuchi se retiraron. Durante la retirada, Motonari casi pierde la vida, pero su general Watanabe Hajime cubrió la huida de Motonari con una heroica acción de retaguardia. Motonari regresó sano y salvo a la provincia de Aki. Como resultado de la batalla, el poder del clan Ōuchi se debilitó.

### Ampliación del poder del clan Mōri
En 1544, Motonari entregó a su tercer hijo, Tokujumaru (徳寿丸), en adopción a la rama Numata del clan Kobayakawa (沼田小早川氏), que era famoso por sus fuerzas navales. Tokujumaru más tarde sería conocido como Kobayakawa Takakage. Ese mismo año, la fuerza expedicionaria de Amago Haruhisa atacó al clan Miyoshi en la provincia de Bingo. Motonari envió a los generales Kodama Naritada y Fukubara Sadatoshi contra Haruhisa, pero se vieron obligados a retirarse.
Motonari perdió a su esposa Myōkyū en 1545 y, llorando, no salió de su habitación durante tres días.
Motonari anunció entonces que tenía la intención de retirarse en 1546 y entregar el liderazgo de los Mōri a su hijo Mōri Takamoto. Sin embargo, todos entendieron que Motonari seguía siendo el verdadero jefe del clan que ejercía todo el poder.
En 1547 Motonari envió a su segundo hijo, Shōnojirō (少輔次郎), para que lo adoptara el clan Kikkawa, que era la familia de su difunta esposa Myōkyū. Shōnojirō sería conocido como Kikkawa Motoharu. El jefe del clan, Kikkawa Okitsune (吉川興経), era un rival de Motonari que se había aliado con el clan Amago en la década de 1540. Motonari respondió presionando a Okitsune para que adoptara a su hijo Motoharu y en 1550 Okitsune se vio obligado a retirarse, siendo asesinado más tarde por orden de Motonari por Kumagai Nobunao (熊谷信直). Kikkawa Tsuneyo (吉川経世), que era el tío de Okitsune, se quedó como sirviente de los Mōri. En 1550 Motoharu entró en el castillo principal del clan Kikkawa como su señor.
Motonari también intervino en la sucesión del clan Kobayakawa. Su hijo, Kobayakawa Takakage ya era jefe de una rama del clan, los Numata. La otra rama, los Takehara, habían perdido a su jefe de clan, Kobayakawa Masahira (小早川正平), en el Asedio del Castillo de Toda, y el nuevo jefe del clan, Kobayakawa Shigehira (小早川繁平), era joven y ciego a causa de una enfermedad ocular. En 1550, con el apoyo de Motonari, Takakage también se convirtió en jefe de la rama Takehara, fusionando las dos ramas del clan. Con esta acción, los sirvientes armados de ambas ramas quedaron bajo el mando de Motonari.
En 1549, Motonari se dirigió a Yamaguchi con sus hijos Motoharu y Takakage. Los vasallos de Ōuchi Yoshitaka, Sagara Taketō y Sue Takafusa, estaban enzarzados en una disputa sobre el futuro del clan Ōuchi. Tras su derrota en el asedio del castillo de Toda, Ōuchi Yoshitaka se había cansado de luchar en batallas y se había retirado para trabajar en la literatura y las artes. Motonari estuvo enfermo durante su estancia en Yamaguchi y tardó tres meses en volver al castillo de Yoshida-Kōriyama. Su cuidador mientras estuvo enfermo fue Inoue Mitsutoshi (井上光俊). Inoue Motokane (井上元兼) era hijo de Inoue Mitsukane (井上光兼) y jefe de facto de una notable familia Aki que nominalmente servía al clan Mōri. Él poseía Tenjinyama (天神山), que estaba justo al sur del castillo Yoshida-Kōriyama de Motonari. A medida que Motokane se volvía más poderoso militar y económicamente, comenzó a poner a prueba el liderazgo de Motonari, de quien se volvió abiertamente crítico. En 1550 Motonari obligó a Motokane y a muchos miembros de su casa a suicidarse por comportamiento traidor, un acto que aseguró a los Mōri como la familia más poderosa de Aki. Posteriormente, a la familia Inoue se le permitió continuar como vasallos de los Mōri. El anterior cuidador de Motonari en Yamaguchi, Inoue Mitsutoshi, escapó de la purga.
En este punto, Motonari ahora tenía la Provincia de Iwami con el clan Kikkawa, la Provincia de Bingo, el Mar Interior de Seto con el clan Kobayakawa y con las dos fuerzas dominaba casi toda la Provincia de Aki.

## Conflicto con Ouchi

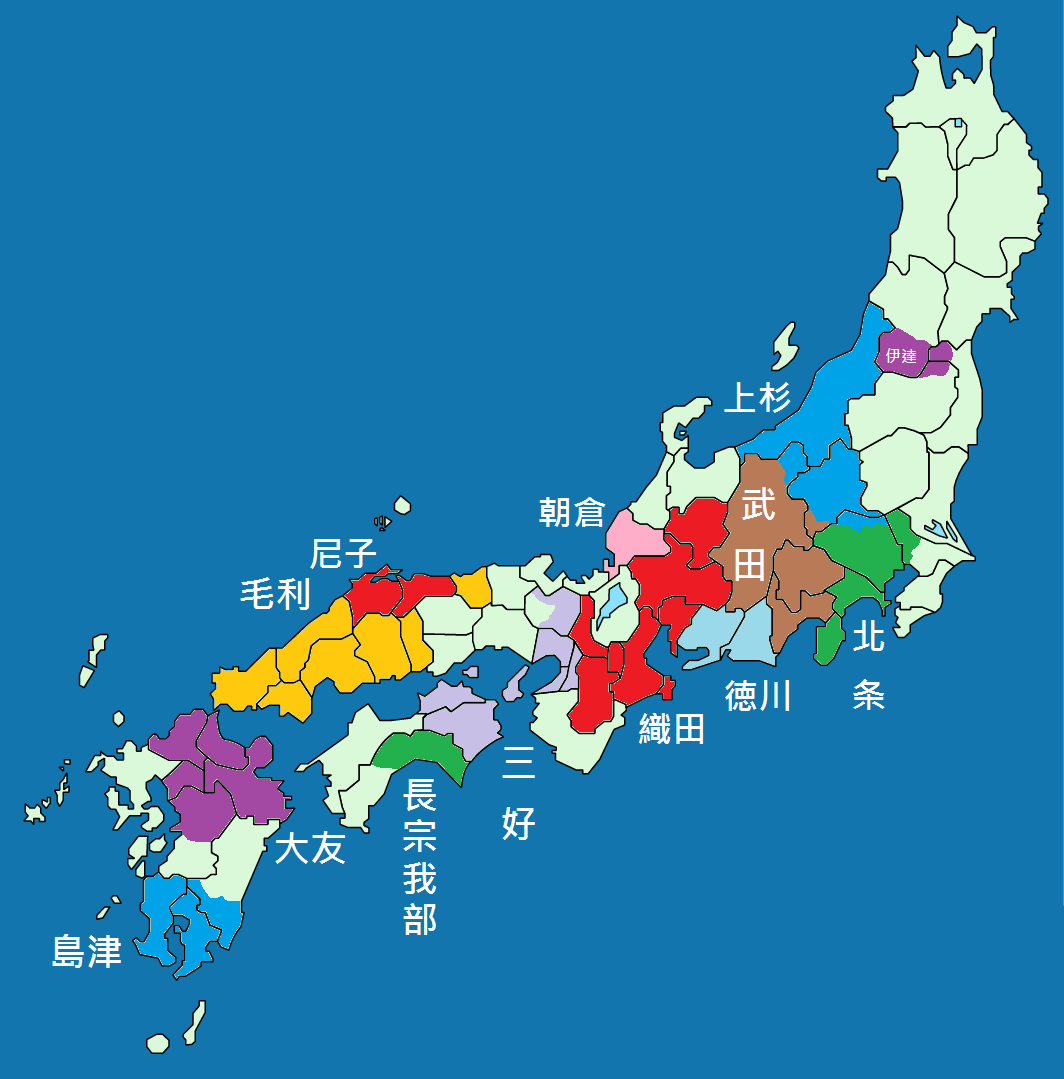
Japón en 1570 (el año anterior a la muerte de Motonari). Los Mōri están representados en color naranja..

### Incidente de Tainei-ji
En 1551, Sue Takafusa se rebeló contra su señor Ōuchi Yoshitaka en el incidente de Tainei-ji, obligándolo a cometer seppuku. Takafusa cambió su nombre a Harukata en esta ocasión e instaló al siguiente señor del clan, Ōuchi Yoshinaga, pero en realidad lideró al clan Ōuchi y sus ejércitos, con la intención de expandirse militarmente. En 1554, Mōri Motonari se convirtió en el líder del clan Mōri. Como vasallo del clan Ōuchi, quería vengar al traicionado Yoshitaka, por lo que se rebeló contra Sue, cuyas ambiciones territoriales estaban agotando los recursos del clan.
Los Sue reunieron un gran ejército de hasta 30.000 hombres. Motonari, aunque más fuerte que nunca, apenas pudo reunir la mitad de esa cantidad. No obstante, le fue bien en las primeras etapas del conflicto, derrotando a las tropas de Sue en la Batalla de Oshikibata en junio. Al utilizar lo que ya se había convertido en un truco característico de los Mōri y sobornando a varios de los hombres de Sue, Motonari logró equilibrar un poco las probabilidades. Por su parte, Sue no hizo grandes movimientos contra Koriyama, y con el final de la temporada de campaña del año, Motonari tuvo un respiro.

### Batalla de Miyajima

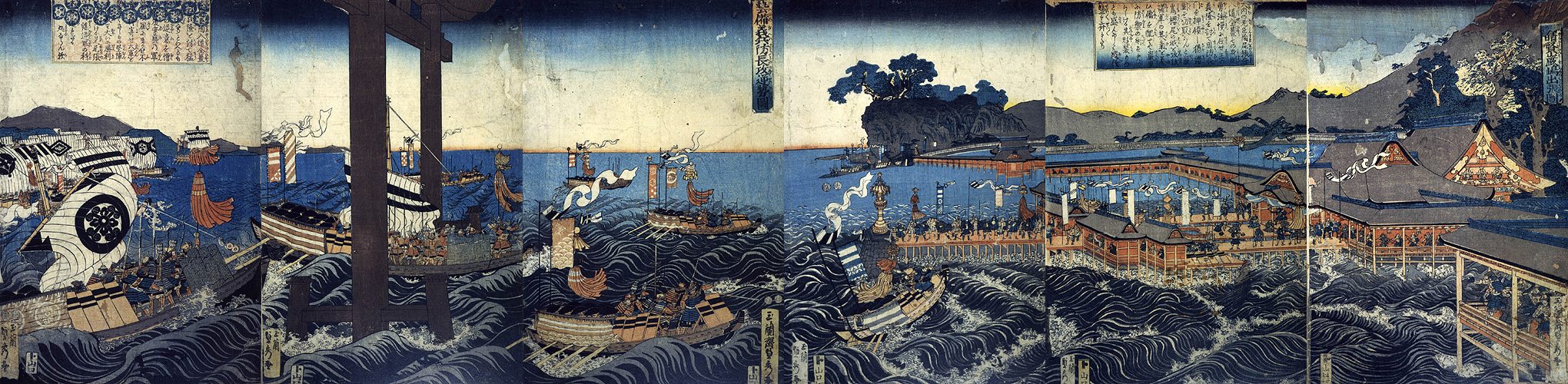
Pergamino que representa la invasión de las fuerzas Mōri (c. 1855)

A principios del verano de 1555, Sue volvió a amenazar y Motonari se encontraba en apuros. Harukata no era un mal combatiente, y el peligro de que los sirvientes y aliados de Motonari desertaran de los Mōri lo llevó a adoptar un plan audaz y poco ortodoxo. Su plan involucraba a Miyajima, hogar del Santuario Itsukushima y un lugar que los combatientes tradicionalmente habían evitado por razones religiosas. Los generales de Mōri habían sugerido la ocupación de Miyajima, que estaba estratégicamente ubicada justo frente a la costa de Aki en el Mar Interior, pero Motonari había rechazado la idea por razones tácticas. Para que Miyajima fuera una base de operaciones viable, el Castillo Sakurao, el fuerte más cercano a Miyajima en el continente, también tendría que ser defendido. Si Sakurao caía, cualquier ejército en Miyajima corría el riesgo de quedar aislado. Sin embargo, la propia percepción de Mōri sobre la debilidad de la posición de Miyajima lo llevó a formar un plan en el que atraería a Sue a esta misma trampa. Naturalmente, una táctica de este tipo requeriría la cooperación involuntaria de Sue, y para inducirlo, Motonari inmediatamente dio órdenes de que Miyajima fuera ocupada. Un fuerte, el Castillo Miyao, fue construido bastante cerca del santuario Itsukushima y Motonari proclamó públicamente su pesar de que no resistiría mucho tiempo ante un ataque. En septiembre, Sue cayó en la trampa. Desembarcó con el grueso de su ejército en Miyajima y asaltó las (intencionadamente) delgadas defensas del Castillo Miyao. Cuando la isla estuvo asegurada (incluida la captura de Sakurao), Sue levantó algunas fortificaciones en To-no-oka (la colina de la pagoda) y se sentó a trazar una estrategia. Desde su punto de vista, la captura de Miyajima fue una ventaja estratégica. Desde este trampolín seguro podría embarcarse hacia casi cualquier punto a lo largo de la costa de Aki, así como hacia la provincia de Bingo. Desde el otoño siguiente, Mōri había asumido una postura principalmente defensiva y Sue tenía algunas razones para sentirse cómodo en su nuevo cuartel general avanzado. Sue cometió así su segundo gran error: se volvió complaciente.
Mōri puso en práctica su estrategia. En una semana recuperó el castillo de Sakurao y jugó su carta de triunfo: los piratas de Murakami. Reuniendo la fuerza naval de los piratas, se dispuso a sorprender a Sue en Miyajima y eligió una noche perfecta para hacerlo. El 1 de octubre, después de anochecer y en medio de una fuerte tormenta, Motonari y sus hijos se hicieron a la mar. Así comenzó la Batalla de Miyajima. Como distracción, Kobayakawa Takakage navegó directamente más allá de las posiciones Sue en To-no-oka mientras Motonari, Mōri Takamoto y Kikkawa Motoharu desembarcaron justo al este y fuera de la vista. Takakage dio marcha atrás y aterrizó al amanecer, atacando a las fuerzas Sue prácticamente a la sombra de la gran puerta "torii" de Miyajima. Motonari atacó a las confusas tropas Sue por detrás, y el resultado fue una derrota para Sue Harukata, quien se suicidó en Oenoura, una pequeña isla en la que se encontraban. Muchas de sus tropas siguieron su ejemplo, y para Motonari, la batalla fue absolutamente decisiva.
Motonari había aniquilado a los Sue que habían aspirado a ocupar el lugar del clan Ōuchi. Aunque los Mōri necesitaron hasta 1557 para obligar a Ōuchi Yoshinaga a suicidarse y años más para poner por completo la provincia de Suo y la provincia de Nagato bajo el control de los Mōri, Motonari era ahora el señor más poderoso del oeste de Japón.
En el mismo año 1557, Motonari anunció una vez más su retiro y Takamoto heredó el liderazgo formal del clan. Incluso después del retiro de Motonari, continuó ejerciendo el control real sobre los asuntos del clan.

## Conflicto con Amago

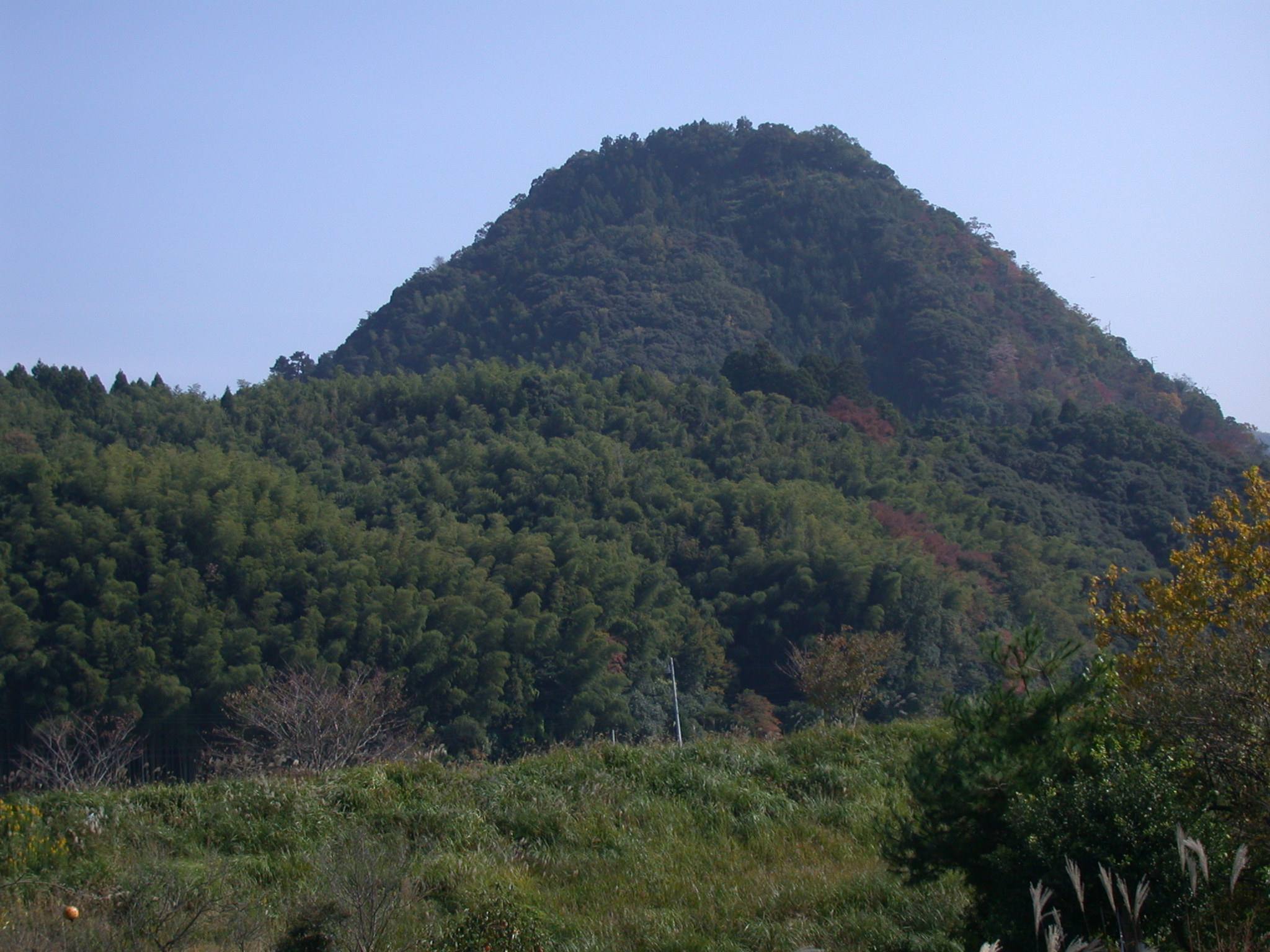
La cima de la montaña donde solía estar el castillo de Gassan Toda

En 1554, las intrigas de Motonari llevaron a la muerte de Amago Kunihisa en batalla con Amago Haruhisa. Kunihisa, el hijo de Amago Tsunehisa, lideraba una facción llamada Shingūtō (新宮党) por la ciudad, Shingu, donde estaba ubicada. Su padre Tsunehisa le había confiado asuntos militares, pero a menudo despreciaba a quienes no lo hacían bien en el campo de batalla y era desagradable de vez en cuando. Supuestamente, Motonari engañó a Haruhisa para que creyera que Kunihisa y Era Fusahide (江良房栄) tenían la intención de apoderarse del clan Amago. Las circunstancias pueden haberse visto agravadas por la arrogancia de Kunihisa hacia el joven Haruhisa. La muerte de Kunihisa y la purga del Shingūtō debilitaron considerablemente al clan Amago.
En 1556, el castillo Yamabuki (山吹城) fue capturado por el líder del clan Amago, Amago Haruhisa, y Motonari perdió el control de la Mina de Plata Iwami Ginzan.
Cuando Haruhisa murió en 1560, su hijo, Amago Yoshihisa, sucedió como jefe del Amago. El shōgun, Ashikaga Yoshiteru deseaba la paz entre los clanes Amago y Mōri, pero Motonari ignoró su súplica e invadió la Provincia de Izumo en 1562. Así comenzó el Segundo Asedio del Castillo Toda.

### Segundo asedio al castillo de Toda
El segundo asedio al castillo de Toda duró de 1562 a 1563. Cuando Motonari atacó a Amago Yoshihisa en el castillo de Toda, Yoshihisa ejecutó a su sirviente, Moriyama Hisakane (宇山久兼), de quien Yoshihisa temía que lo traicionara. Esto provocó que la mayoría de sus tropas restantes desertaran y, más tarde, Amago se rindiera a Motonari. A Yoshihisa se le permitió convertirse en monje y fue mantenido cautivo en Enmei-ji. Con la muerte del jefe del clan Amago, los miembros del clan se vieron obligados a servir como sirvientes de otros daimyo. Como monje, Yoshihisa cambió su nombre a Yurin (友林). Después de que Mōri Terumoto se convirtiera en el jefe del clan Mōri, se convirtió en un sirviente de Terumoto.
Tras derrotar al clan Amago en la provincia de Izumo, Motonari se había convertido en señor de ocho provincias de la región de Chūgoku. Sin embargo, Amago Katsuhisa, hijo de Amago Masahisa (尼子誠久), lideró a un remanente del clan en la rebelión con el apoyo de Yamanaka Yukimori.
El hijo mayor de Motonari, Mōri Takamoto, mientras se dirigía a atacar al clan Amago en 1563, murió de una enfermedad repentina, aunque se sospechaba que había sido asesinado con veneno. Entristecido y enojado por su muerte, Motonari ordenó que todos aquellos a quienes consideraba responsables fueran castigados.
En 1566, el hijo de Takamoto y nieto de Motonari, Mōri Terumoto, fue elegido heredero de Motonari, pero Motonari continuó ejerciendo el verdadero poder sobre el clan Mōri.
En 1570, Terumoto derrotó a Amago Katsuhisa en la Batalla de Nunobeyama. Katsuhisa huyó entonces a las Islas Oki. En 1578, Katsuhisa regresó de las Islas Oki y capturó las provincias de Tajima e Inaba. Luego ocupó el castillo Kozuki para el clan Oda bajo el mando de Toyotomi Hideyoshi y lo defendió contra el clan Mōri. Más tarde, fue atacado por Kobayakawa Takakage y Kikkawa Motoharu, derrotado y obligado a suicidarse.

## Conflicto con Ōtomo
Después de que Ōuchi Yoshinaga, el hermano menor de Otomo Sorin, se viera obligado a suicidarse por el avance de las fuerzas Mōri en 1557, Mōri Motonari capturó la fortaleza Moji de Yoshinaga en 1558. En respuesta, Otomo Sorin recuperó el castillo en septiembre de 1559, pero los Mōri, liderados por Kobayakawa Takakage y Ura Munekatsu, rápidamente recuperaron el castillo.: 215, 266–269  En 1561, las fuerzas bajo el mando de Ōtomo Sōrin atacaron el castillo de Moji en alianza con el comerciante portugués, pero el asalto fracasó y el castillo finalmente quedó en posesión de Mōri.
Sin embargo, el avance de Motonari contra los Ōtomo fue detenido por la alianza de 1568 entre los clanes Amago y Ōtomo. En 1569, Mōri Motonari lideró el asalto al castillo Tachibana del clan Ōtomo, que estaba en manos de Tachibana Dosetsu. Motonari ganó y capturó el castillo, pero fue rechazado por Otomo Sorin en la batalla de Tatarahama (1569) que siguió al asedio. La batalla del clan Mōri con esta fuerza aliada más grande fue parte del acuerdo de Yamanaka Yukimori y Amago Katsuhisa con Ōtomo. Motonari se distrajo de sus planes contra los Ōtomo en Kyushu por su incapacidad para derrotar a los Amago en la provincia de Izumo, a cierta distancia en Honshu. Como resultado, abandonó el castillo de Tachibana y se retiró de su campaña contra los Ōtomo

## Muerte

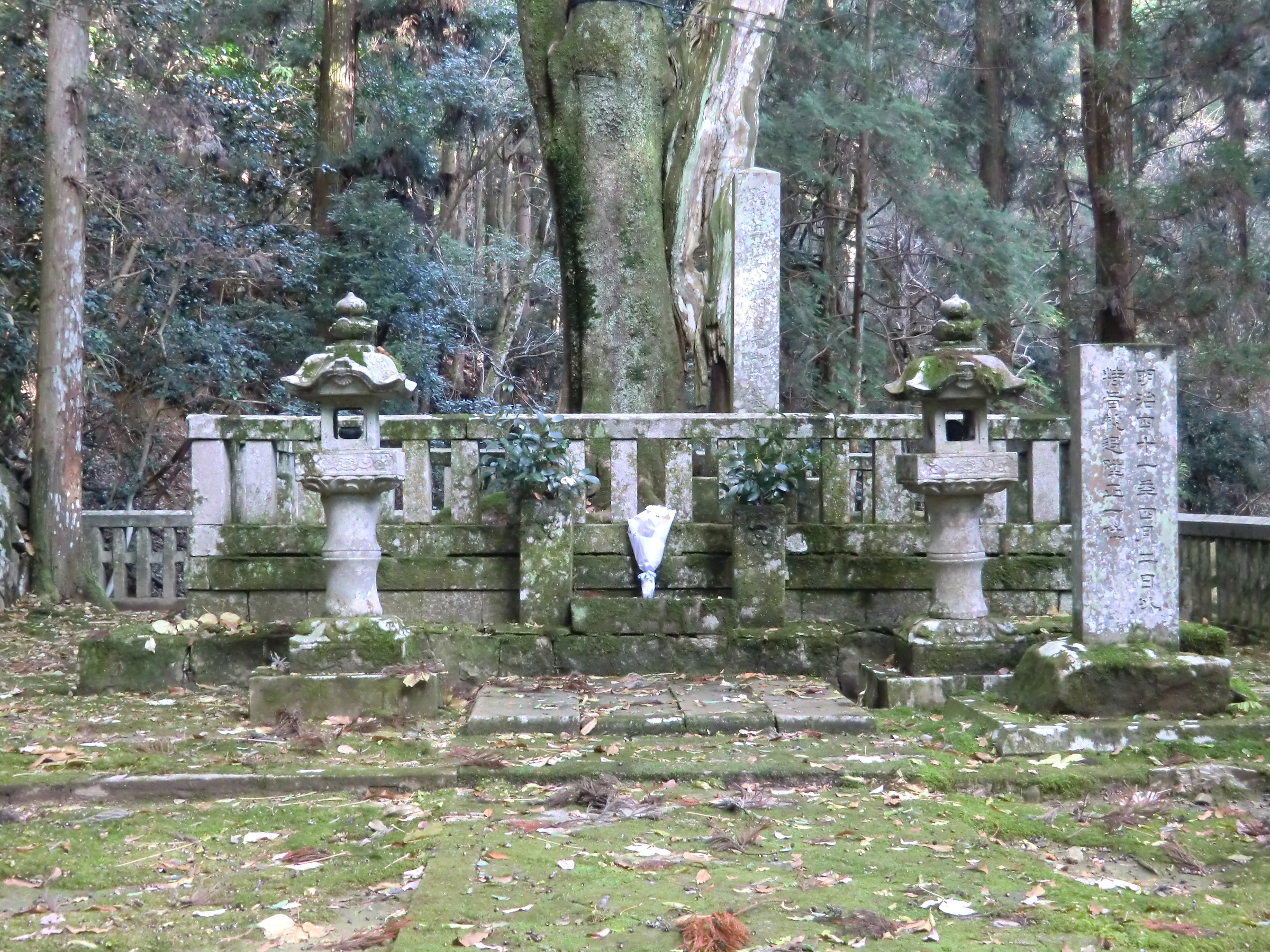
Tumba de Mōri Motonari, cerca de las ruinas del Castillo Yoshida-Kōriyama

Motonari había estado sufriendo una enfermedad durante la primera mitad de la década de 1560, por lo que el shōgun, Ashikaga Yoshiteru, le envió a su médico, Manase Dōsan (曲直瀬道三), para tratarlo. Parece que su condición física mejoró temporalmente y en 1567 nació su último hijo, Kadokikumaru (才菊丸), más tarde conocido como Kobayakawa Hidekane.
Mōri Motonari murió el 14 de junio de 1571 en el castillo de Yoshida-Kōriyama a la edad de 74 años. Se dice que la causa de la muerte fue tanto cáncer de esófago como vejez.

## Legado
Motonari es recordado como uno de los más grandes señores de la guerra japoneses de mediados del siglo XVI. Bajo su liderazgo, los Mōri se expandieron desde unos pocos distritos en la provincia de Aki hasta gobernar diez de las once provincias de la región de Chūgoku, y Motonari era conocido incluso en su época como un maestro de las artimañas y el engaño, un señor de la guerra cuyos planes ganaron tantas batallas como sus soldados. Se lo recuerda sobre todo por un acontecimiento que probablemente nunca tuvo lugar: la "lección de las tres flechas". En esta parábola, Motonari da a cada uno de sus hijos una flecha para romper. A continuación, les da tres flechas en un manojo y señala que, aunque una se puede romper fácilmente, no así tres unidas como una sola. Los tres hijos eran, por supuesto, Takamoto, Motoharu y Takakage, y la lección es una que los niños japoneses todavía aprenden en la escuela hoy en día. No se sabe con certeza si esto realmente ocurrió o si es una leyenda apócrifa. De hecho, Motonari tuvo otros seis hijos, dos de los cuales parecen haber muerto en la infancia. Los otros fueron Motoaki, Motokiyo, Motomasa y (Kobayakawa) Hidekane.
Shiji Hiroyoshi, Kuchiba Michiyoshi, Kumagai Nobunao, Fukubara Sadatoshi, Katsura Motozumi, Kodama Naritada, Kokushi Motosuke, Hiraga Hirosuke e Ichikawa Tsuneyoshi ayudaron a Mōri Motonari en su gobierno. Sin embargo, sus mayores generales fueron sus propios hijos Kobayakawa Takakage y Kikkawa Motoharu, los "Dos Ríos" (un juego de palabras con los caracteres "kawa" de sus nombres).
El conocido emblema de los Mōri, "una línea y tres estrellas", fue heredado del antepasado de la familia, Ōe no Hiromoto.
Además de ser un general talentoso, Motonari también fue un poeta y mecenas de las artes. Las cartas que se conservan escritas por su nieto Mōri Terumoto describen a Motonari como un hombre estricto y exigente con una mirada aguda. Fue sucedido por su nieto Terumoto, que era hijo del difunto Takamoto.

## Familia

Clan Mōri (mon)

En total, Motonari tuvo nueve hijos y tres hijas; cinco hijos fueron de su esposa, tres de una consorte del clan Nomi y cuatro de una consorte del clan Miyoshi.
También se especula que Ninomiya Naritoki (二宮就辰, 1546–1607) era el hijo de Motonari con una mujer del clan Yada (矢田氏).
- Padre: Mōri Hiromoto (毛利弘元, 1466–1506)
- Madre: nombre desconocida, hija de Fukubara Hirotoshi (福原広俊).
  - Hermano: Mōri Okimoto (毛利興元, 1492–1516)
  - Hermano: Aiō Mototsuna (相合元綱, d. 1524)
  - Hermano: Kita Narikatsu (北就勝, d. 1557)
  - Hermano: Mitsuke Motouji (見付元氏)
    - Esposa: Lady Myōkyū (妙玖夫人, 1499–1546), hija de  Kikkawa Kunitsune (吉川国経).
      - Primer hijo: Mōri Takamoto (毛利隆元, 1523–1563)
        - Nieto: Mōri Terumoto (毛利輝元, 1553–1625)

      - Segundo hijo: Kikkawa Motoharu (吉川元春, 1530–1586)
      - Tercer hijo: Kobayakawa Takakage (小早川隆景, 1533–1597)
      - Primera hija: Nombre desconocido, murió joven, tomado como rehén por el clan Takahashi (高橋氏) y luego asesinada.
      - Segunda hija: Goryū no Tsubone (五龍局, d.1574), esposa de Shishido Takaie (宍戸隆家).

    - Concubina: Nomi no Ōkata (乃美大方, d. 1601), hija de  Nomi Takaoki (乃美隆興).
      - Cuarto hijo: Hoida Motokiyo (穂井田元清, 1551–1597)
      - Séptimo hijo: Amano Motomasa (天野元政, 1559–1609)
      - Noveno hijo: Kobayakawa Hidekane (小早川秀包, 1567–1601)

    - Concubina: nombre desconocido, hija de  Miyoshi Masataka (三吉致高) del clan Miyoshi.
      - Quinto hijo: Suginomori Motoaki (椙杜元秋, 1552–1585)
      - Sexto hijo: Izuha Mototomo (出羽元倶, 1555–1571)
      - Octavo hijo: Suetsugu Motoyasu (末次元康, 1560–1601)
      - Tercera hija: nombre desconocido, esposa de  Uehara Motomasa (上原元将).